# Monduli Mjini
Monduli Mjini ist eine Kleinstadt und Verwaltungsbezirk (englisch: Administrative Ward) im Distrikt Monduli der zu Tansania gehörenden Region Arusha. Der Bezirk ist vollständig vom Bezirk Engototo umschlossen.
2022 hatte der Bezirk 7608 Einwohner.

## Verwaltung
Monduli Mjini ist der Hauptort des Monduli Distrikts. Die Postleitzahl für Monduli Mjini Ward ist 23401.
Der Bezirk hat die folgenden Unterbezirke:
- Monduli Magharibi
- Monduli Mashariki
- Sabasaba
- Sisoni Kati

Der Bezirk verfügt wie jeder andere Bezirk im Land über lokale Regierungsämter, die sich nach der versorgten Bevölkerung richten. Das Verwaltungsgebäude des Bezirks Monduli Mjini beherbergt ein Gericht gemäß dem Ward Tribunal Act von 1988, einschließlich anderer wichtiger Abteilungen für die Verwaltung des Bezirks. Die Gemeinde verfügt über die folgenden Verwaltungseinheiten:
- Polizeistation Monduli Mjini Ward im Stadtteil Kati
- Regierungsbüro des Bezirks Monduli Mjini („Afisa Mtendaji, Kata ya Monduli Mjini“) im Stadtteil Kati
- Das Karatu Ward Tribunal („Baraza La Kata“) ist eine Abteilung innerhalb des Ward Government Office

Im lokalen Regierungssystem Tansanias ist der Bezirk die kleinste demokratische Einheit. Jeder Bezirk besteht aus einem Ausschuss von acht gewählten Ratsmitgliedern, zu denen ein Vorsitzender, ein angestellter Beamter (ohne Stimmrecht) und ein leitender Beamter gehören. Ein Drittel der Sitze ist für weibliche Stadträte reserviert.